# Stachyarrhena penduliflora
Stachyarrhena penduliflora är en måreväxtart som beskrevs av Karl Moritz Schumann. Stachyarrhena penduliflora ingår i släktet Stachyarrhena och familjen måreväxter. Inga underarter finns listade i Catalogue of Life.